# Niechorze
Niechorze (Duits Horst ook wel Horst-Seebad) is een dorp in de Poolse woiwodschap West-Pommeren. De plaats maakt deel uit van de gemeente Rewal en telt 1000 inwoners.

## Verkeer en vervoer
Het station aan de smalspoorlijn naar Gryfice wordt sinds 2014 alleen nog gebruikt voor toeristisch verkeer.

## Galerij

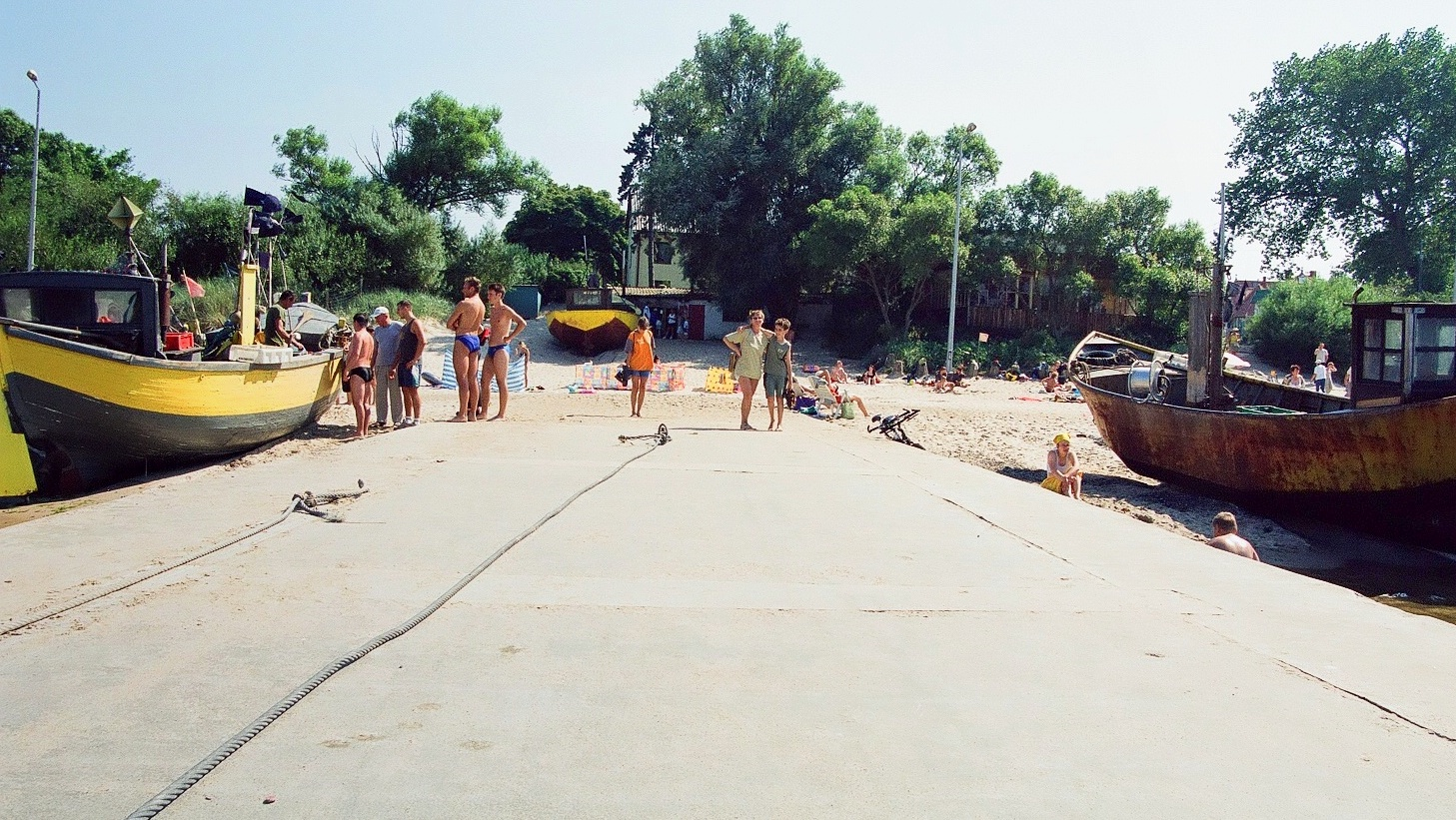
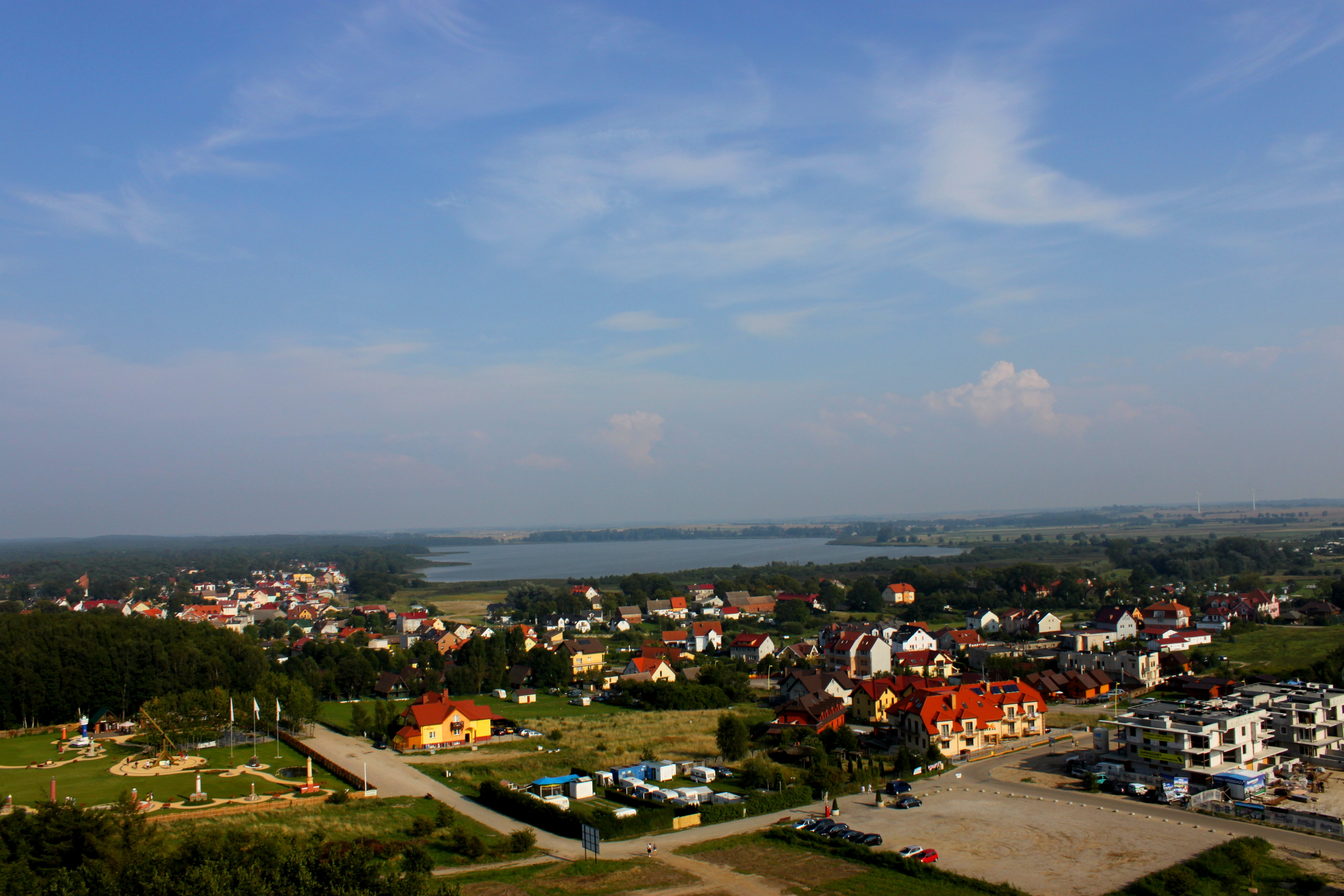
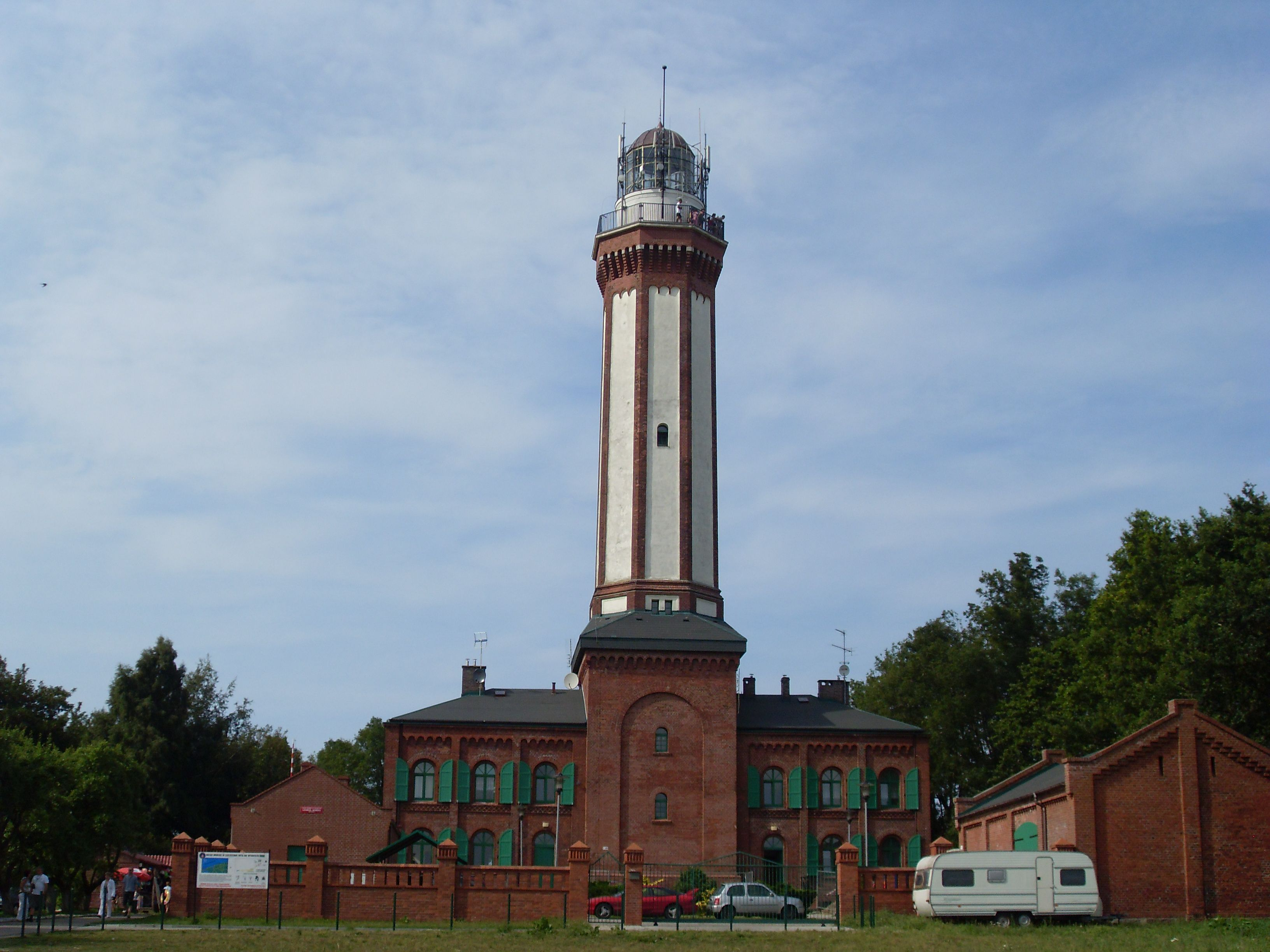
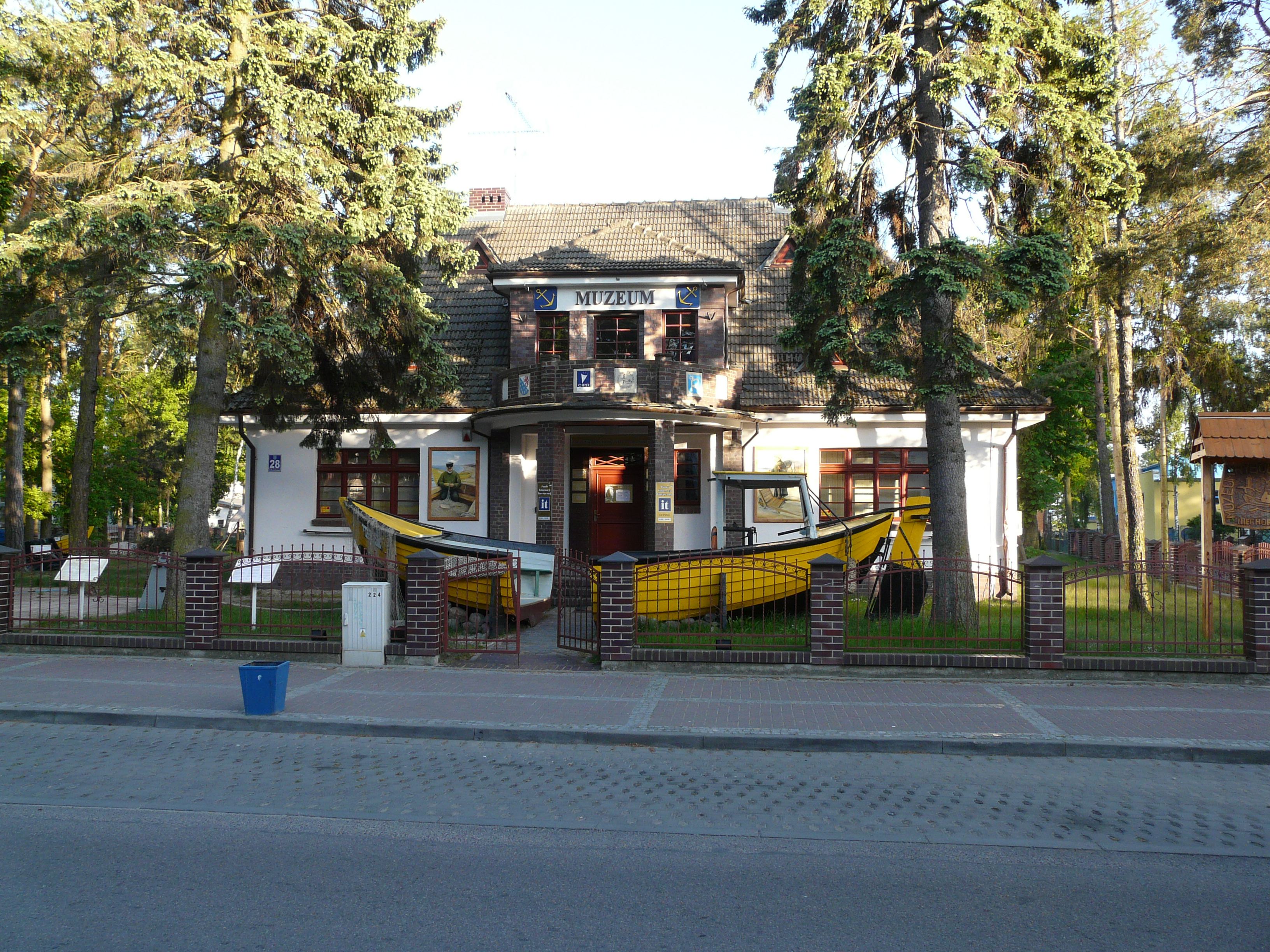